# セブンシーズ・エンターテインメント
セブンシーズ・エンターテインメント（英語: Seven Seas Entertainment, LLC）は、アメリカ合衆国カリフォルニア州ロサンゼルスに本社を置く出版社。2004年創業。
2005年4月より開始したPSP用の電子書籍配信サービスで成功を収め、同時期より日本の出版社からライセンス供与を受けた漫画の英語版刊行に乗り出す。
2006年9月、メディアワークスを中心とする複数の出版社からライセンス供与を受けて2007年に「Light Novel」インプリントを新設し、漫画やアニメに比べて北米市場での紹介が進んでいなかったライトノベルの英語版刊行を本格的に実施することを発表した。

## 主な刊行作品（予定含む）

### 漫画
公式サイトのシリーズ一覧より。
- かしまし 〜ガール・ミーツ・ガール〜
- これが私の御主人様
- 最後の制服
- 壮太君のアキハバラ奮闘記
- 断罪者 -TETRAGRAMMATON LABYRINTH-
- 初恋姉妹
- はやて×ブレード
- Venus Versus Virus
- Voiceful（英語版）
- のんのんびより
- NEW GAME!
- まちカドまぞく
- ノーゲーム・ノーライフ
- やがて君になる
- Re:Monster
- とある科学の超電磁砲
- アブソリュート・デュオ
- ブギーポップは笑わない
- Citrus
- ドラゴンハーフ
- フリージング
- GUNSLINGER GIRL
- はるかなレシーブ
- パラレルパラダイス
- To LOVEる
- 終末のハーレム
- 終末のハーレム ファンタジア
- ゆらぎ荘の幽奈さん
- くまクマ熊ベアー

### ライトノベル
公式サイトのシリーズ一覧より。
- ヴぁんぷ!（電撃文庫）
- 陰からマモル!（MF文庫J）
- かのこん（MF文庫J）
- ゼロの使い魔（MF文庫J）
- しにがみのバラッド。（電撃文庫）
- 銃姫（MF文庫J）
- Strawberry Panic!（電撃文庫）
- ぴたテン（電撃G's文庫）
- ブギーポップシリーズ（電撃文庫）

### 書籍
- 魔物娘図鑑

### OELマンガ
- Amazing Agent Luna
- Aoi House
- Arkham Woods
- Blade for Barter
- Captain Nemo
- Chugworth Academy
- Dead Already
- Destiny's Hand
- Earthsong
- Free Runners
- Hollow Firlds
- Inverloch
- InVisible
- It Takes A Wizard
- Last Hope
- Moonlight Meow
- Mr. Grieves
- No Man's Land
- The Outcast
- Pandora
- Ravenskull
- Speed Racer
- Ten Beautiful Assassins
- Unearthly
- Vampire Cheerleaders / ヴァンパイア・チアリーダーズ